# 圣罗曼勒皮
圣罗曼勒皮（法語：Saint-Romain-le-Puy，法語發音：[sɛ̃ ʁɔmɛ̃ lə pɥi]）是法国卢瓦尔省的一个市镇，位于该省中南部偏西，属于蒙布里松区。

## 地理
圣罗曼勒皮（45°33'20"N, 4°7'23"E）面积21.14 平方千米，位于法国奥弗涅-罗讷-阿尔卑斯大区卢瓦尔省，该省份为法国中南部省份，北起顺时针与索恩-卢瓦尔省、罗讷省、伊泽尔省、阿尔代什省、上盧瓦爾省、多姆山省和阿列省接壤。
与圣罗曼勒皮接壤的市镇（或旧市镇、城区）包括：布瓦塞-圣普列斯特、蒙布里松、普雷雪、圣乔治欧特维尔、圣托马拉加德、叙里勒孔塔勒。

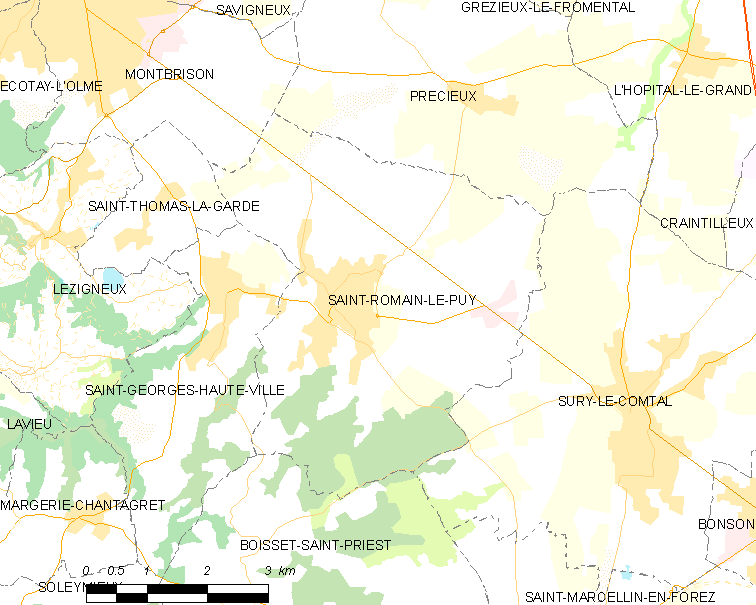
圣罗曼勒皮的OSM定位图

圣罗曼勒皮的时区为UTC+01:00、UTC+02:00（夏令时）。

## 行政
圣罗曼勒皮的邮政编码为42610，INSEE市镇编码为42285。

## 政治
圣罗曼勒皮所属的省级选区为蒙布里松县。

## 人口

1962-2008年间圣罗曼勒皮人口变化图示

圣罗曼勒皮于2022年1月1日时的人口数量为4121人。